# تالکین (فیلم)
تالکین (انگلیسی: Tolkien) یک فیلم در سبک زندگی‌نامه‌ای به کارگردانی دمه کاروکسکی است که در سال ۲۰۱۹ منتشر شد. فیلم‌نامه این فیلم توسط دیوید گلیسون و استیون برسفورد به رشته تحریر درآمده است. از بازیگران آن می‌توان به نیکلاس هولت، لی‌لی کالینز، کالم مینی، و تام گلین-کارنی اشاره کرد. این فیلم داستان اوایل زندگی پروفسور انگلیسی جی. آر. آر. تالکین، نویسنده هابیت و ارباب حلقه‌ها می‌باشد.